# Сандарово (станція)
Сандарово (англ. Сандарово) — залізнична станція Великого кільця Московської залізниці.. Розташована в однойменному селі Чеховського міського округу Московської області. Входить до складу Московсько-Смоленського центру організації роботи залізничних станцій ДЦС-3 Московської дирекції управління рухом. За характером основної роботи є проміжною, за обсягом виконуваної роботи — 4-го класу.

## Історія
Станція Сандарово відкрита у 1943 році. Назва станції походить від однойменного села Сандарово, що примикало до території станції з півдня.

## Інфраструктура
Станція має колійний розвиток, що складається з 9-ти колій і декількох тупиків для навантаження-розвантаження вантажних вагонів і ремонту рухомого складу. На пристанційній території розташовані триповерхова адміністративна будівля, вокзал з квиткової касою (на північ від колій), складські приміщення, декілька службових будівель і магазин «Продукти» ОРС НОД-6. Станційні споруди витримані у синьо-білій колірній гамі, характерної для Київського напрямку Московської залізниці. Станція Сандарово є межовою між Московсько-Смоленським та Московсько-Курським регіонами Московської залізниці. Власне межа між регіонами проходить східніше, за Платформою 283 км.
Станція здійснює приймання і видачу вантажів як вагонними, так і дрібними відправленнями.
У Сандарово дві низькі пасажирські платформи: бічна та острівна (з боку вокзалу). Платформи прямі, для прийому приміських поїздів, що складаються з 12 вагонів.

## Пасажирське сполучення
Станція Сандарово є кінцевою для 2 приміських електропоїздів, які курсують Великим кільцем Московської залізниці: з боку Бекасово I та з боку Михнєво / Яганово, за розкладом ці рейси є узгодженими. Решта маршрутів кільцем — транзитні, через станцію прямують 5 (6 у вихідні дні) пар електропоїздів (один з цих поїздів у напрямку станції Бекасово І прямує резервом), що курсують на дільниці Бекасово I — Стовбова — Дєтково. При цьому частина поїздів прямують від/до станцій — Кубинка II, Поварово II, Апрелєвка («прямі»). У 1990-ті роки станція була кінцевою для більшості електропоїздів. Середній час в дорозі електропоїзда від Сандарово до Бекасово І — 1 година 2 хвилини, до Апрелєвки — 2 години 22 хвилини (із заходом до Бекасово І — 2 години 35 хвилин), до станції Стовбова — 12 хвилин.
Від Сандарово можливий прямий безпересадковий рух поїздів Курським напрямком МЗ як у напрямку Москви-Курської, так і в напрямку Тули. Рух поїздів у напрямку станції Дєтково можливий як із заходом на станцію Стовбова, так і безпосередньо через міст над коліями Курського напрямку МЗ. Всі електропоїзди прямують через станцію Стовбова; транзитні ж вантажні та швидкі пасажирські поїзди, як правило, прямують до станції Дєтково.